# Liste der Verkehrsflächen in Hamburg
Diese Liste der Verkehrsflächen in Hamburg gibt eine Übersicht über alle Verkehrsflächen in den 104 Stadtteilen Hamburgs, die im Straßen- und Gebietsverzeichnis der Freien und Hansestadt Hamburg 2011 (8., aktualisierte Auflage mit Stand 22. November 2018) enthalten sind. In alphabetischer Reihenfolge finden sich pro Stadtteil neben der Gesamtzahl der Flächen eine Aufteilung in Straßen (einschließlich Fuß- und Feldwege), Plätze, Brücken, Parks und Tunnels. In der Spalte „Sonstige“ sind Flächen berücksichtigt, die in der Regel nicht öffentlich zugänglich sind, wie Schleusen, Sperrwerke, Höfte und Kaianlagen in den hafen- bzw. elbnahen Stadtteilen, ferner die beiden Elbinseln Schweinsand und Neßsand. Enthalten sind dort auch die Insel Kaltehofe in Rothenburgsort sowie zwei Sportanlagen in Eimsbüttel und Neuallermöhe.   
Zu jedem Stadtteil ist ein Link auf die jeweilige Straßenliste gesetzt. Die Hamburger Exklave Neuwerk ist der einzige Stadtteil ohne benannte Verkehrsflächen. Rückschlüsse auf die Gesamtzahl aller Hamburger Verkehrsflächen können aus dieser Tabelle nicht gezogen werden, weil entweder eine Straße durch zwei oder mehr Stadtteile führen oder die Grenze zwischen zwei Stadtteilen in der Mitte einer Straße oder einer Brücke verlaufen kann und diese deshalb in mehreren Stadtteilen Berücksichtigung findet. In einigen Fällen liegt eine Straße laut Straßenverzeichnis in einem anderen Stadtteil als aus dem amtlichen Stadtplan ersichtlich. In diesem Fall ist die Straße in beiden Stadtteilen mit einem entsprechenden Hinweis aufgeführt.
Gemeinsam mit den einzelnen Stadtteillisten wird auch diese Liste regelmäßig aktualisiert, sobald durch Senatsbeschluss benannte neue Verkehrsflächen im Amtlichen Anzeiger veröffentlicht wurden und sie im amtlichen Stadtplan kenntlich gemacht worden sind.
| Stadtteil            | Bezirk        | Verkehrsflächen | Verkehrsflächen | Verkehrsflächen | Verkehrsflächen | Verkehrsflächen | Verkehrsflächen | Verkehrsflächen |              | Lage in Hamburg |
| Stadtteil            | Bezirk        | Straßen         | Plätze          | Brücken         | Parks           | Tunnel          | Sonstige        | Gesamt          |              | Lage in Hamburg |
| -------------------- | ------------- | --------------- | --------------- | --------------- | --------------- | --------------- | --------------- | --------------- | ------------ | --------------- |
| Allermöhe            | Bergedorf     | 20              | –               | 9               | –               | –               | –               | 29              | Straßenliste |                 |
| Alsterdorf           | Hamburg-Nord  | 65              | –               | 17              | –               | –               | –               | 82              | Straßenliste |                 |
| Altengamme           | Bergedorf     | 15              | –               | 1               | –               | –               | –               | 16              | Straßenliste |                 |
| Altenwerder          | Harburg       | 17              | –               | 4               | –               | –               | 3               | 24              | Straßenliste |                 |
| Altona-Altstadt      | Altona        | 107             | 10              | 1               | –               | –               | 1               | 119             | Straßenliste |                 |
| Altona-Nord          | Altona        | 73              | 5               | 1               | –               | 1               | –               | 80              | Straßenliste |                 |
| Bahrenfeld           | Altona        | 137             | 1               | –               | 1               | –               | –               | 139             | Straßenliste |                 |
| Barmbek-Nord         | Hamburg-Nord  | 132             | 6               | 10              | –               | –               | –               | 148             | Straßenliste |                 |
| Barmbek-Süd          | Hamburg-Nord  | 95              | 3               | 17              | 1               | –               | –               | 116             | Straßenliste |                 |
| Bergedorf            | Bergedorf     | 178             | 6               | 12              | –               | –               | –               | 196             | Straßenliste |                 |
| Bergstedt            | Wandsbek      | 83              | 1               | 2               | –               | –               | –               | 86              | Straßenliste |                 |
| Billbrook            | Hamburg-Mitte | 22              | –               | 13              | –               | –               | –               | 35              | Straßenliste |                 |
| Billstedt            | Hamburg-Mitte | 275             | 2               | 6               | –               | –               | –               | 284             | Straßenliste |                 |
| Billwerder           | Bergedorf     | 15              | 1               | 6               | –               | –               | –               | 22              | Straßenliste |                 |
| Blankenese           | Altona        | 147             | 1               | –               | –               | –               | 1               | 149             | Straßenliste |                 |
| Borgfelde            | Hamburg-Mitte | 26              | 1               | 4               | –               | –               | –               | 31              | Straßenliste |                 |
| Bramfeld             | Wandsbek      | 204             | –               | –               | –               | –               | –               | 204             | Straßenliste |                 |
| Cranz                | Harburg       | 5               | –               | –               | –               | –               | 2               | 7               | Straßenliste |                 |
| Curslack             | Bergedorf     | 17              | –               | 9               | –               | –               | –               | 26              | Straßenliste |                 |
| Dulsberg             | Hamburg-Nord  | 54              | 4               | 1               | –               | –               | –               | 59              | Straßenliste |                 |
| Duvenstedt           | Wandsbek      | 68              | –               | 2               | –               | –               | –               | 70              | Straßenliste |                 |
| Eidelstedt           | Eimsbüttel    | 162             | 2               | –               | –               | –               | –               | 164             | Straßenliste |                 |
| Eilbek               | Wandsbek      | 47              | –               | 5               | –               | –               | –               | 52              | Straßenliste |                 |
| Eimsbüttel           | Eimsbüttel    | 111             | 5               | 3               | –               | –               | –               | 119             | Straßenliste |                 |
| Eißendorf            | Harburg       | 120             | 2               | –               | –               | –               | –               | 122             | Straßenliste |                 |
| Eppendorf            | Hamburg-Nord  | 70              | 5               | 6               | 1               | –               | –               | 82              | Straßenliste |                 |
| Farmsen-Berne        | Wandsbek      | 149             | –               | 4               | –               | –               | –               | 153             | Straßenliste |                 |
| Finkenwerder         | Hamburg-Mitte | 103             | –               | –               | 1               | –               | 1               | 105             | Straßenliste |                 |
| Francop              | Harburg       | 8               | –               | –               | –               | –               | –               | 8               | Straßenliste |                 |
| Fuhlsbüttel          | Hamburg-Nord  | 76              | 1               | 4               | –               | 1               | –               | 82              | Straßenliste |                 |
| Groß Borstel         | Hamburg-Nord  | 66              | –               | 3               | –               | –               | –               | 69              | Straßenliste |                 |
| Groß Flottbek        | Altona        | 87              | 3               | –               | –               | –               | –               | 90              | Straßenliste |                 |
| Gut Moor             | Harburg       | 7               | –               | –               | –               | –               | –               | 7               | Straßenliste |                 |
| HafenCity            | Hamburg-Mitte | 57              | 15              | 31              | 1               | –               | 16              | 120             | Straßenliste |                 |
| Hamburg-Altstadt     | Hamburg-Mitte | 104             | 11              | 27              | –               | 2               | 3               | 147             | Straßenliste |                 |
| Hamm                 | Hamburg-Mitte | 102             | 3               | 11              | –               | –               | –               | 116             | Straßenliste |                 |
| Hammerbrook          | Hamburg-Mitte | 55              | 5               | 20              | –               | 2               | –               | 82              | Straßenliste |                 |
| Harburg              | Harburg       | 136             | 10              | 10              | 1               | 1               | 1               | 159             | Straßenliste |                 |
| Harvestehude         | Eimsbüttel    | 41              | 1               | 8               | –               | –               | –               | 50              | Straßenliste |                 |
| Hausbruch            | Harburg       | 102             | –               | –               | –               | –               | –               | 102             | Straßenliste |                 |
| Heimfeld             | Harburg       | 105             | –               | 3               | –               | –               | –               | 108             | Straßenliste |                 |
| Hoheluft-Ost         | Hamburg-Nord  | 20              | –               | –               | –               | –               | –               | 20              | Straßenliste |                 |
| Hoheluft-West        | Eimsbüttel    | 21              | –               | –               | –               | –               | –               | 21              | Straßenliste |                 |
| Hohenfelde           | Hamburg-Nord  | 41              | 1               | 7               | –               | –               | –               | 49              | Straßenliste |                 |
| Horn                 | Hamburg-Mitte | 111             | 1               | 4               | –               | –               | –               | 116             | Straßenliste |                 |
| Hummelsbüttel        | Wandsbek      | 102             | 1               | –               | –               | –               | –               | 103             | Straßenliste |                 |
| Iserbrook            | Altona        | 54              | –               | –               | –               | –               | –               | 54              | Straßenliste |                 |
| Jenfeld              | Wandsbek      | 90              | 2               | 1               | –               | –               | –               | 93              | Straßenliste |                 |
| Kirchwerder          | Bergedorf     | 53              | –               | 5               | –               | –               | –               | 58              | Straßenliste |                 |
| Kleiner Grasbrook    | Hamburg-Mitte | 22              | –               | 13              | –               | –               | 24              | 59              | Straßenliste |                 |
| Langenbek            | Harburg       | 34              | –               | –               | –               | –               | –               | 34              | Straßenliste |                 |
| Langenhorn           | Hamburg-Nord  | 245             | 2               | 9               | –               | –               | –               | 256             | Straßenliste |                 |
| Lemsahl-Mellingstedt | Wandsbek      | 71              | –               | 2               | –               | –               | –               | 73              | Straßenliste |                 |
| Lohbrügge            | Bergedorf     | 134             | 3               | 4               | –               | –               | –               | 141             | Straßenliste |                 |
| Lokstedt             | Eimsbüttel    | 112             | 2               | –               | –               | –               | –               | 114             | Straßenliste |                 |
| Lurup                | Altona        | 122             | –               | –               | –               | –               | –               | 122             | Straßenliste |                 |
| Marienthal           | Wandsbek      | 63              | 1               | 5               | –               | –               | –               | 68              | Straßenliste |                 |
| Marmstorf            | Harburg       | 80              | –               | –               | –               | –               | –               | 80              | Straßenliste |                 |
| Moorburg             | Harburg       | 17              | –               | 1               | –               | –               | 1               | 19              | Straßenliste |                 |
| Moorfleet            | Bergedorf     | 18              | –               | 2               | –               | –               | –               | 20              | Straßenliste |                 |
| Neuallermöhe         | Bergedorf     | 73              | 1               | 3               | –               | –               | 1               | 78              | Straßenliste |                 |
| Neuenfelde           | Harburg       | 35              | –               | –               | –               | –               | 1               | 36              | Straßenliste |                 |
| Neuengamme           | Bergedorf     | 30              | –               | 12              | –               | –               | –               | 42              | Straßenliste |                 |
| Neugraben-Fischbek   | Harburg       | 226             | –               | –               | –               | –               | –               | 226             | Straßenliste |                 |
| Neuland              | Harburg       | 30              | –               | –               | –               | –               | –               | 30              | Straßenliste |                 |
| Neustadt             | Hamburg-Mitte | 119             | 13              | 26              | –               | –               | 3               | 161             | Straßenliste |                 |
| Neuwerk              | Hamburg-Mitte | –               | –               | –               | –               | –               | –               | –               |              |                 |
| Niendorf             | Eimsbüttel    | 211             | –               | –               | –               | –               | –               | 211             | Straßenliste |                 |
| Nienstedten          | Altona        | 69              | 1               | –               | –               | –               | –               | 70              | Straßenliste |                 |
| Ochsenwerder         | Bergedorf     | 26              | –               | 3               | –               | –               | –               | 29              | Straßenliste |                 |
| Ohlsdorf             | Hamburg-Nord  | 81              | –               | 8               | –               | –               | –               | 89              | Straßenliste |                 |
| Osdorf               | Altona        | 118             | –               | –               | 1               | –               | –               | 119             | Straßenliste |                 |
| Othmarschen          | Altona        | 99              | 1               | –               | –               | –               | –               | 100             | Straßenliste |                 |
| Ottensen             | Altona        | 104             | 5               | –               | –               | –               | –               | 109             | Straßenliste |                 |
| Poppenbüttel         | Wandsbek      | 146             | 3               | 3               | –               | –               | –               | 152             | Straßenliste |                 |
| Rahlstedt            | Wandsbek      | 330             | 5               | 17              | 1               | –               | –               | 353             | Straßenliste |                 |
| Reitbrook            | Bergedorf     | 7               | –               | 3               | –               | –               | –               | 10              | Straßenliste |                 |
| Rissen               | Altona        | 121             | –               | –               | –               | –               | 1               | 122             | Straßenliste |                 |
| Rönneburg            | Harburg       | 41              | –               | –               | –               | –               | –               | 41              | Straßenliste |                 |
| Rothenburgsort       | Hamburg-Mitte | 49              | 2               | 8               | 1               | –               | 2               | 62              | Straßenliste |                 |
| Rotherbaum           | Eimsbüttel    | 61              | 9               | 3               | 1               | –               | –               | 74              | Straßenliste |                 |
| Sasel                | Wandsbek      | 148             | 2               | –               | –               | –               | –               | 150             | Straßenliste |                 |
| Schnelsen            | Eimsbüttel    | 133             | 2               | –               | 2               | –               | –               | 137             | Straßenliste |                 |
| Sinstorf             | Harburg       | 42              | –               | –               | –               | –               | –               | 42              | Straßenliste |                 |
| Spadenland           | Bergedorf     | 8               | –               | 1               | –               | –               | –               | 9               | Straßenliste |                 |
| St. Georg            | Hamburg-Mitte | 72              | 9               | 5               | 2               | 1               | –               | 89              | Straßenliste |                 |
| St. Pauli            | Hamburg-Mitte | 92              | 14              | 1               | –               | 1               | –               | 108             | Straßenliste |                 |
| Steilshoop           | Wandsbek      | 35              | –               | –               | –               | –               | –               | 35              | Straßenliste |                 |
| Steinwerder          | Hamburg-Mitte | 28              | 1               | 14              | –               | 1               | 27              | 71              | Straßenliste |                 |
| Stellingen           | Eimsbüttel    | 103             | 3               | 1               | –               | –               | –               | 107             | Straßenliste |                 |
| Sternschanze         | Altona        | 22              | 1               | –               | –               | –               | –               | 23              | Straßenliste |                 |
| Sülldorf             | Altona        | 57              | –               | –               | –               | –               | –               | 57              | Straßenliste |                 |
| Tatenberg            | Bergedorf     | 8               | –               | 2               | –               | –               | –               | 10              | Straßenliste |                 |
| Tonndorf             | Wandsbek      | 81              | –               | 4               | –               | –               | –               | 85              | Straßenliste |                 |
| Uhlenhorst           | Hamburg-Nord  | 58              | 2               | 17              | –               | –               | –               | 77              | Straßenliste |                 |
| Veddel               | Hamburg-Mitte | 38              | 2               | 10              | 1               | –               | –               | 51              | Straßenliste |                 |
| Volksdorf            | Wandsbek      | 155             | 2               | –               | –               | –               | –               | 157             | Straßenliste |                 |
| Waltershof           | Harburg       | 19              | –               | 7               | –               | –               | 11              | 37              | Straßenliste |                 |
| Wandsbek             | Wandsbek      | 160             | 3               | 12              | –               | –               | –               | 175             | Straßenliste |                 |
| Wellingsbüttel       | Wandsbek      | 88              | 1               | 1               | 1               | –               | –               | 91              | Straßenliste |                 |
| Wilhelmsburg         | Hamburg-Mitte | 258             | 6               | 16              | 2               | –               | 7               | 289             | Straßenliste |                 |
| Wilstorf             | Harburg       | 74              | 1               | 2               | –               | –               | –               | 77              | Straßenliste |                 |
| Winterhude           | Hamburg-Nord  | 142             | 5               | 41              | –               | –               | –               | 188             | Straßenliste |                 |
| Wohldorf-Ohlstedt    | Wandsbek      | 70              | 1               | 2               | –               | –               | –               | 73              | Straßenliste |                 |